# Дивљанско језеро
Дивљанско језеро је вештачка акумулација у подножју Суве планине, између два средњовековна села Дивљане и Мокре, на око 5 km удаљено од Беле Паланке, на путу ка Бабушници.
Настало је 1983. године преграђивањем Коритничке реке, као такозвана компензациона брана, ради таложења наносног материјала и муља. Језеро је површине око 8 хектара, дугачко 700, широко и до 135, а дубоко око 5—6 метара. Са једне стране је природно преграђено стрмим обронцима Курилским чуке.
Након хаварије на брани 2002. године, када се за неколико дана цело језеро, са целим рибљим фондом излило у Нишаву, извршена је санација комплетног језера и обнављање рибљег фонда. Језеро је данас богато рибом, пре свега шараном и кленом. Од 2005. године језеро се порибљава шараном, амуром, девериком, толстолобиком, бабушком и пастрмком.
Обала језера је уређена и погодна за излете, риболов, а у летњим месецима и купање. Сваке године Риболовачко удружење Бела Паланка, на језеру организује такмичење у спортском риболову.

## Рибљи фонд
Дивљанско језеро настањују следеће рибље врсте : белица, клен, бодорка, деверика, караш, црвенперка, шаран, амур и штука. Могу се уловити штуке до 5-6 kg, али просечни примерци не прелазе 3 кg. Штука је тренутно најпопуларнија за пецање на Дивљанском језеру са системом  балерина  . Од скоро је порибљено са још шарана, пуштено је 1500 шарана који су нешто мањи од пола kg.

## Галерија
- Дивљанско језеро.
- Дивљанско језеро.